# Купецька гільдія
Купецька гільдія (від нім. Gilde «об'єднання») — основна форма організації людей, які зайняті торгівлею. Запозичена назва від середньо-нижньо-німецького нім. gilde (від старо-німецького нім. gilda, gelda, gildomia — «плата»; сучасне нім. Geld — «гроші»), пізніше — «біржа». Дотичні поняття нім. Zunft, Hanse — «цех», «унія».

## Історія
У давній Русі об'єднання корпорацій «гостей» (купців) відомі принаймні з XII століття. У XVI—XVII ст. це були корпорації «суконної сотні» та «гостинної сотні». «Посадські люди» також ділилися на майнові категорії: кращі, середні й молодші (з XVI ст. «першостаттейні», «середьостаттейні» і «незаможні»).
На землях Речі Посполітої торговельні гільдії формально існували принаймні з 14 століття (фактично раніше).
В Російській імперії вперше слово «гільдія» з'явилося в регламенті Комерц-колегії царя Петра I (1719 р.). При встановленні гільдій в цьому регламенті за основу було взято степеневий поділ «посаду». Вже у регламенті від 1721 р. Головного магістрату замість «купецьких» оголошено про заснування двох гільдій «регулярних громадян».
- До 1-ї гільдії відносилися банкіри, крупні купці, доктори й аптекарі, ювеліри, іконописці та живописці.
- У 2-у гільдію входили дрібні торговці, власники «заїжджих дворів» і ремісники.

У 1724 р. в Москві гільдіями названі три шари «посадського» торгово-промислового населення (поділ відбувався за майновою ознакою).
У 1740–1760 рр. гільдійний поділ посаду знову став колишній без законодавчого підтвердження — три статтейний.
У маніфесті Катерини II від 17 березня 1775 р. населення розділене на
- міщан (з капіталом менше 500 російських рублів) і
- купців (якщо їх капітал був понад 500 рублів).

Купецтво звільнялося від фіскальної «подушної податі» і поділялося на три гільдії. Під час податковий реформи 1775 р. для запису в гільдії визначені були наступні розміри капіталу:
- 3-я гільдія від 500 до 1 тис. рублів,
- 2-я гільдія від 1 до 10 тис. рублів,
- 1-а гільдія від 10 тис. рублів.

Для отримання гільдійного свідоцтва слід було сплатити в державну скарбницю мито 1 % від встановленого капіталу. Надалі розміри оголошеного капіталу і мита мінялися, вводилися нові фіскальні збори Російської імперії.
У 1836 р. третя гільдія була скасована.
У 1885 р. було введено пропорційне оподаткування гільдійних підприємств і почався занепад гільдій.
У 1898 р. після реформи промислового обкладання податками (було відокремлено придбання станових купецьких прав від вибірки промислового і торгового свідоцтв) ведуча роля гільдій впала, але вони продовжували існувати до самого державного Жовтневого перевороту 1917 року (утворення СРСР).